# Пам'ятник генералу Хосе де Сан-Мартіну (Київ)
Пам'ятник генералу Хосе де Сан-Мартіну - пам'ятник, що розташований у Києві у сквері «Поліцейський».

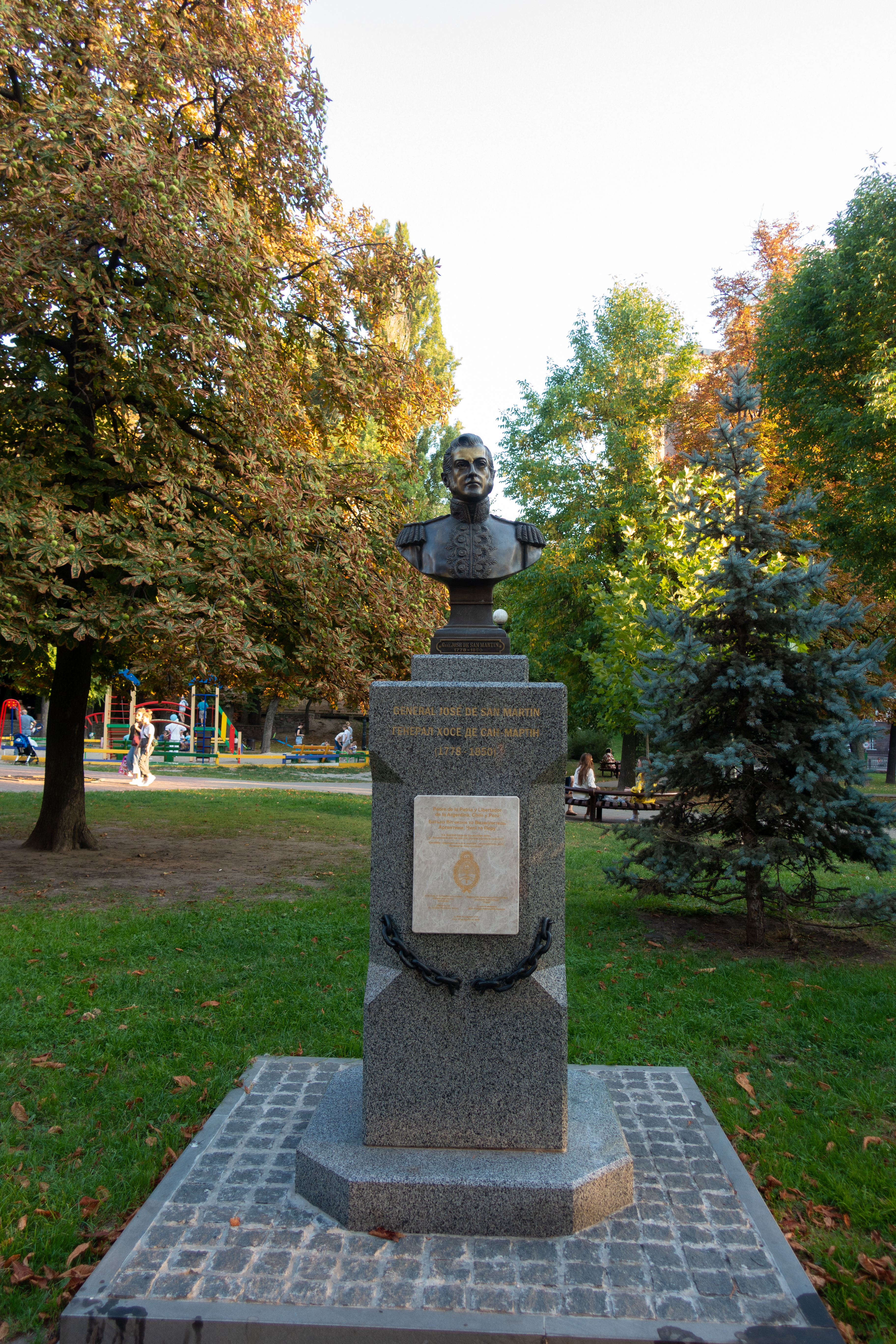
Пам'ятник Хосе де Сан-Мартіну в Києві

Пам'ятник присвячений національному герою Аргентини Хосе де Сан-Мартіну. 

## Історія
Монумент було відкрито 22 серпня 2018 року. Встановлено за підтримки Посольства Аргентини в Україні (пам'ятник розташований навпроти будівлі посольства).
Являє собою бронзове погруддя генерала, встановлене на гранітному постаменті. На мармуровій табличці на лицьовій стороні п'єдесталу наведено текст іспанською та українською мовами. Зокрема, Хосе де Сан-Мартін названо «Батьком Вітчизни та Визволителем Аргентини, Чилі та Перу», а нижче наведено його слова: «Свободу – святиню вільних народів – не розуміють раби, бо вона їм ще невідома».